# Parafia Ewangelicko-Augsburska w Warszowicach
Parafia Ewangelicko-Augsburska w Warszowicach – parafia luterańska w Warszowicach, należąca do diecezji katowickiej. Mieści się przy ulicy Boryńskiej. W 2017 liczyła 210 wiernych.
Kościół ewangelicki został wybudowany w 1911 roku. Uległ zniszczeniu w czasie działań wojennych w 1945 roku. Początkowo parafia obsługiwana była przez księży ze Pszczyny, co zmieniło się po wybudowaniu plebanii w 1933. W okresie międzywojennym parafia (filia) podlegała Ewangelickiemu Kościołowi Unijnemu na polskim Górnym Śląsku. W 1980 roku rozpoczęto budowę nowego kościoła ewangelickiego. Ukończono ją już w 1981 roku; poświęcenie świątyni odbyło się 20 września 1981 roku.